# 王晟 (東漢)
王晟（？—？），吳郡嘉興人，東漢末年政治人物。曾任合浦太守，與軍閥嚴白虎、鄒他、錢銅一起抵抗孫策侵略，但仍被孫策擊破並遭擒獲，後被孫策釋放。

## 生平
建安元年（西元196年），孫策討伐嚴白虎時，王晟與吳郡烏程人鄒他和錢銅一起抵抗孫策，卻被孫策擊敗並被孫策擒獲。孫策本殺掉王晟的家族，輪到王晟時因王晟為孫策之母吳夫人、孫堅之至交，在吳夫人的勸說下孫策饒過王晟而不誅並釋放之，至於錢銅、鄒他以及錢、鄒之家族則遭孫策處斬。

## 三國演義
毛宗崗版刪除其名，嘉靖本則寫王晟與周泰(應作鄒他)為嚴白虎部將，被委任鎮守嘉興，後被東吳名將黃蓋活捉。

## 嘉靖版演義資料
- 嘉靖年間版《三國演義》：時有嚴白虎自稱“東吳德王”，遣周泰守烏城，王晟守嘉興。策兵至，白虎令弟嚴輿出城，交兵於楓橋。
- 嘉靖年間版《三國演義》：策進兵追襲。黃蓋生擒王晟，勢如劈竹。太史慈急攻打烏城，先登城射死那太守。